# FC Ruggell
Fussballclub Ruggell (obecně známý jako Ruggell) je lichtenštejnský fotbalový klub sídlící v Ruggellu. Lichtenštejnsko nemá vlastní ligovou soutěž, a tak soutěží v 3. Lize, sedmé nejvyšší úrovni švýcarského fotbalu. Své domácí zápasy hraje ve Freizeitparku Widau.